# Leptolalax nahangensis
Leptolalax nahangensis är en groddjursart som beskrevs av Lathrop, Murphy, Orlov och Ho 1998. Leptolalax nahangensis ingår i släktet Leptolalax och familjen Megophryidae. IUCN kategoriserar arten globalt som otillräckligt studerad. Inga underarter finns listade i Catalogue of Life.